# Воронов, Александр Петрович
Александр Петрович Воронов (1894, Гавриловское, Галичский уезд, Костромская губерния (ныне: Галичский район, Костромская область) — 27 октября (10 ноября) 1917, Москва) — младший унтер-офицер команды двинцев.

## Биография
Родился в селе Гавриловском Галичского уезда Костромской губернии.
Окончил три класса церковно-приходской школы.
С 13-ти лет начал работать на стройках Петербурга. Затем поступил на завод.
В январе был призван в армию и направлен на фронт.
Активно участвовал в Февральской революции, избирался членом полкового комитета 303-го Сенненского полка.
Весной 1917 года вступил в РСДРП(б).
Был хорошим агитатором.
Погиб в первом бою на Красной площади в борьбе за Советскую власть.
Похоронен у Кремлёвской стены.